# 明細付き領収書
明細付き領収書（めいさいつきりょうしゅうしょ）とは、診療行為／診療内容名や薬剤名などが記載された医療費の領収書であり、診療報酬や調剤報酬の算定項目の分かる明細書である。2010年（平成22年）4月1日からは無料で医療機関から発行されており、患者側は医療費支払い時に支払い窓口で受け取ることができる。

## 解説
これまでの「医療費の内容の分かる領収証」では「検査」「投薬」「注射」「処置」のように大まかな見出し的項目しか分からなかったが、明細付き領収書では診療報酬の請求データが印字され、具体的な検査名や薬剤名が単価とともに記載されている。支払い内容の明細が分かることで、個別の医療行為ごとの経済的負担を詳しく知るきっかけとなる。
投薬内容等を記した診療録（カルテ）は医療機関に保存されているが、一定期間後は廃棄される。フィブリノゲン問題ではカルテが残っておらず投与を証明できない被害者がでた。今後は、明細付き領収書を患者が保存しておくことで薬剤投与等の証明が容易になることが期待される。
明細内容は診療報酬に用いている用語であり、患者が理解するには困難である、医療現場で患者への説明が負担になるのではないか、不用意な病名告知の危険があるなどの問題点も指摘されている。